# Odessa Peresyp
Odessa Peresyp (ukr. Одеса-Пересип, ros. Одесса-Пересыпь) – stacja kolejowa w miejscowości Odessa, w obwodzie odeskim, na Ukrainie.